# Malondialdehyd
Malondialdehyd (systematický název propandial) je organická sloučenina se vzorcem CH2(CHO)2.

## Chemické vlastnosti
Redukcí jedné aldehydové skupiny malondialdehydu vzniká 3-hydroxypropanal, redukcí obou propan-1,3-diol. Oxidací jedné skupiny vznikne kyselina 3-oxopropanová, oxidací obou kyselina malonová a oxidací jedné a redukcí druhé -CHO skupiny kyselina 3-hydroxypropanová.

## Struktura a výroba
U malondialdehydu se uplatňuje tautomerie; enolová forma je stabilnější než keto forma.:
CH2(CHO)2 → HOCH=CH-CHO
V organických rozpouštědlech převládá cis-izomer, ve vodných roztocích trans-izomer.
Malondialdehyd je značně reaktivní sloučenina, která není obvykle vytvořena v čisté podobě. V laboratoři ji lze připravit hydrolýzou 1,1,3,3-tetramethoxypropanu, jenž je komerčně dostupný a snadno se deprotonuje za vzniku sodné soli enolové formy propandialu (teplota tání 245 °C).
Tato látka rovněž vzniká při peroxidaci polynenasycených masných kyselin

## Biochemie
Reaktivní kyslíkaté látky rozkládají polynenasyené lipidy, přičemž vzniká kromě jiných produktů i malondialdehyd. Tato látka je jednou z mnoha reaktivních elektrofilních látek, které vytvářejí různé kovalentní proteinové addukty jako pokročilé konečné produkty lipoxidace. Tvorba těchto aldehydů se využívá jako znak pro měření úrovně oxidačního stresu v organismu.
Malondialdehyd reaguje s deoxyadenosinem a deoxyguanosinem v DNA za vzniku DNA adduktů, nejvýznamnější z nich je M1G, který má mutagenní vlastnosti.
Guanidinová skupina argininu kondenzuje s malondialdehydem za vzniku 2-aminopyrimidinů.
Lidská ALDH1A1 aldehyddehydrogenáza dokáže zoxidovat malondialdehyd.

### Analýza
Malondialdehyd a další látky kondenzují se dvěma ekvivalenty kyseliny thiobarbiturové za vzniku fluoresentního červeného derivátu, který lze spektrofotometricky analyzovat. 2-Fenyl-1-methylindol je alternativní a selektivnější činidlo.

## Nebezpečí
Malondialdehyd je reaktivní a potenciálně mutagenní. Byl nalezen v zahřátých jedlých olejích, například v slunečnicovém a palmovém oleji.